# Comuna de Sieraków
Sieraków (polaco: Gmina Sieraków) é uma gminy (comuna) na Polónia, na voivodia de Grande Polónia e no condado de Międzychodzki. A sede do condado é a cidade de Sieraków.
De acordo com os censos de 2004, a comuna tem 8624 habitantes, com uma densidade 42,4 hab/km².

## Área
Estende-se por uma área de 203,31 km², incluindo:
- área agricola: 29%
- área florestal: 59%

## Demografia
Dados de 30 de Junho 2004:
|                      | Total   | Total | Mulheres | Mulheres | Homens  | Homens |
| -------------------- | ------- | ----- | -------- | -------- | ------- | ------ |
|                      | pessoas | %     | pessoas  | %        | pessoas | %      |
| População            | 8624    | 100   | 4401     | 51       | 4223    | 49     |
| Densidade (pop./km²) | 42,4    | 100   | 21,6     | 21,6     | 20,8    | 20,8   |

De acordo com dados de 2002, o rendimento médio per capita ascendia a 1300,44 zł.

## Comunas vizinhas
- Chrzypsko Wielkie, Drawsko, Drezdenko, Kwilcz, Międzychód, Wronki